# Cataratas de Tanque Verde
Las Cataratas de Tanque Verde (en inglés: Tanque Verde Falls) son una serie de cascadas en el cañón de Tanque Verde al este de Tanque Verde y Tucson, en el estado de Arizona en el oeste de Estados Unidos. La cresta de Tanque Verde de las montañas de Rincón se encuentra al sur y la colina de Agua Caliente al norte. Las cataratas se encuentran al sur de la carretera Reddington que conecta el valle de  Tucson al suroeste con el valle del río San Pedro, al este.
Una zona de aparcamiento y camino para las cataratas es mantenido por el Club de Senderismo del sur de Arizona.